# Ole Berg

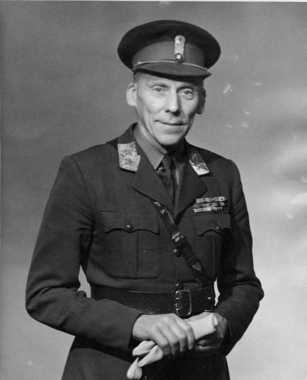
Generalleutnant Ole Berg

Ole Berg (* 7. Oktober 1890 in Frol, Nord-Trøndelag; † 23. September 1968 in Oslo) war ein norwegischer Generalleutnant des Heeres (Den Norske Hær), der zuletzt von 1946 bis 1955 Chef des Verteidigungsstabes (Sjef for Forsvarsstaben) war.

## Ausbildung und Verwendung als Offizier sowie Zweiter Weltkrieg
Berg, Sohn des Landwirts und Fahnenjunkers Godtvard Berg und dessen Ehefrau Gine Elise Olsdatter Ulve, begann nach dem Schulbesuch seine Offiziersausbildung an der Kriegsschule (Krigsskolen), die er 1912 mit dem Examen abschloss. Im Anschluss war er von 1912 bis 1915 Offizier im Infanterieregiment Nr. 11 in Sunnmøre sowie nach dem Besuch der Militärhochschule (Den militære høyskole) zwischen 1915 und 1919 Aspirant im Generalstab. Danach war er zwischen 1919 und 1920 Adjutant an der Kriegsschule sowie von 1920 bis 1924 stellvertretender Offizier im Generalstab. Zugleich diente er zwischen 1920 und 1922 als Offizier im Varanger-Bataillon sowie von 1922 bis 1924 in dem in Nord-Trøndelag stationierten Infanterieregiment Nr. 13. Im Anschluss fand er zwischen 1924 und 1928 Verwendung als Adjutant in der Garde Seiner Majestät des Königs HMKG (Hans Majestet Kongens Garde) sowie nach seiner Beförderung zum Hauptmann 1928 zwischen 1928 und 1930 als Chef des Nachrichtendienstbüros im Generalstab. Aufgrund seiner Erfahrungen als Generalstabsoffizier fungierte er von 1930 bis 1933 als Stabschef der 3. Division sowie zwischen 1934 und seiner Ablösung durch Arne Dagfin Dahl 1935 als Chef der Kriegsschule. 1935 wurde er zum Major befördert und übernahm nach weiteren Verwendungen zwischen 1937 und 1940 den Posten als Chef der Kommunikationsabteilung im Generalstab, wo er 1938 auch zum Oberstleutnant (Oberstløytnant) befördert wurde.
Nach dem Überfall der deutschen Wehrmacht auf Norwegen am 9. April 1940 wurde Berg Kommandeur der 6. Feldbrigade, die für operative Einsätze in Nordnorwegen zuständig war. Im Anschluss war er zwischen 1941 und 1942 Direktor der Kommunikationsabteilung und nahm in dieser Zeit aktiv am Aufbau der illegalen militärischen Widerstandsorganisation Milorg teil. Er war von Winter 1941 bis zu seiner Flucht aus Norwegen zum Jahreswechsel 1942/1943 Vorsitzender des Rates von Milorg. Während seines Exils in Schweden wurde er 1943 Oberst und war als solcher erst Legationsrat sowie zwischen 1943 und 1945 sowohl Militärattaché an der Botschaft in Stockholm als auch Militärinspektor der dortigen Exilverbände. Er hatte maßgeblichen Einfluss beim Aufbau der norwegischen Polizei, die 1945 rund 12.000 Mann umfasste und sich in eine kleine nationale Polizei mit rund 1.200 Mann sowie eine Reservepolizei aufteilte. Die Polizeitruppen kamen erstmals 1944 nach der Befreiung der Finnmark zum Einsatz und sollten den Übergang zu einer Zivilregierung sicherstellen.

## Nachkriegszeit und Aufstieg zum Generalleutnant
Nach Ende des Zweiten Weltkrieges wurde Berg am 1. September 1945 zum Generalmajor befördert und übernahm daraufhin von Generalmajor Johan Beichmann den Posten als Chef des Heeresoberkommandos (Sjef Hærens overkommando). Diesen Posten bekleidete er bis 1946 und wurde daraufhin von Generalleutnant Olaf Helset abgelöst.
Berg selbst wurde am 1. August 1946 Nachfolger von Generalmajor Halvor Hansson als Chef des Verteidigungsstabes (Sjef for Forsvarsstaben) und bekleidete diesen Posten mehr als neun Jahre lang bis zum 31. Oktober 1955, woraufhin er durch Generalleutnant Finn Lambrechts abgelöst wurde. 1947 wurde er selbst ebenfalls zum Generalleutnant (Generalløytnant) befördert und ferner Kommandeur mit Stern des Sankt-Olav-Ordens.
Er war verantwortlich für den Verteidigungsstab in einer der schwierigsten Zeiten für die Streitkräfte. Es gab Streit in der militärischen Führung und im Offizierskorps über den Wiederaufbau der Streitkräfte und die Teilnahme an der alliierten Besetzung von Deutschland. Hinzu kam die ungeklärte Frage über die nationale Sicherheit, die auf Neutralität beruhen sollte, aber andererseits die nordische Zusammenarbeit und die weitere Zusammenarbeit mit den Kriegsalliierten beinhalten sollte. So war er zwischen 1948 und 1949 Mitglied des Skandinavischen Verteidigungsausschusses (Den skandinaviske forsvarskomité), der die nordische Zusammenarbeit in Fragen der Verteidigung verhandelte. Da diese Initiative erfolglos blieb, begann Norwegen sein Engagement in der westlichen Verteidigungszusammenarbeit und unterzeichnete letztlich am 4. April 1949 in Washington, D.C. den Nordatlantikvertrag. Sowohl der militärische Wiederaufbau als auch die Integration in die NATO erforderten große Verantwortung an die militärische Führung. Innerhalb der NATO wurden die Anforderungen aufgrund seines Engagements im Gründungsjahr der NATO rasch umgesetzt. Seine persönlichen Eigenschaften und die berufliche Qualifikation trugen dazu bei, die Konflikte der frühen Nachkriegsjahren zu begleichen. Sowohl innerhalb der Streitkräfte und als auch in Bezug auf die politische Führung gelang ihm eine Versöhnung und Zusammenarbeit der unterschiedlichen Lager.
Nach Beendigung seiner Tätigkeit als Chef des Verteidigungsstabes fungierte er zwischen 1956 und 1961 als Chef der Militärhistorischen Abteilung der Streitkräfte (Forsvarets Krigshistoriske Avdeling) sowie Mitglied des Transportbereitschaftsrates.
Er war von 1918 bis zu seinem Tod 1968 mit Torbjørg Løkke verheiratet. Aus dieser Ehe ging Generalleutnant Ulf Berg hervor, der unter anderem Oberkommandierender der Streitkräfte in Nordnorwegen war.